# شيما (نبات)
شيما (بالإنجليزية: Schima) هو جنس من أشجار دائمة الخضرة يتبع فصيلة الشايات (Theaceae)، وهي نفس الفصيلة التي تضم نبات الشاي. تنتشر أنواع هذا الجنس بشكل طبيعي في الهند، الصين، تايوان، الهند الصينية، تايلاند، لاوس، فيتنام، بورما، وماليزيا.

## الخصائص
تتميّز أشجار شيما بأنها معمرة، ودائمة الخضرة، وذات لحاء مميز، كما أنها تُزرع أحيانًا لأغراض الزينة أو للحصول على الخشب. بعض الأنواع مثل Schima wallichii شائعة الاستخدام في الصناعات الخشبية المحلية، خصوصًا في جنوب آسيا وجنوب شرق آسيا.

## التصنيف والأنواع
رُصد أكثر من 30 نوعًا من نباتات شيما، لكن مراجعة علمية حديثة سنة 2006 أكّدت أن 21 نوعًا فقط منها تُعتبر أنواعًا حقيقية معترفًا بها علميًا.
من بين الأنواع المعروفة:
- Schima superba
- Schima wallichii
- Schima noronhae

## الاستخدامات
يُستخدم خشب الشّيما في صناعة الأثاث والأدوات اليدوية وفي بعض الأحيان كوقود. بعض الأنواع مثل Schima superba تُستخدم أيضًا في مشاريع إعادة التحريج نظرًا لقدرتها على التكيف مع البيئات المختلفة.

## وصلات خارجية
- Schima - Plants of the World Online (Kew)
- Schima - Tropicos (Missouri Botanical Garden)